# ФК Сељак Мале Пчелице
ФК Сељак је српски фудбалски клуб из Малих Пчелица код Крагујевца, основан 1928. године. ФК „Сељак“ је пре гашења играо у Првој лиги Крагујевца (5. ранг српског фудбала) где је у сезони 2011/12. заузео 8. место, док је у сезони 2010/11. био девети. Стадион на ком је играо прима око 1000 гледалаца. Боје клуба су биле зелена и црна.Клуб се угасио због финансијских проблема.
Клуб поново почиње са радом у сезони 2016/17 и игра у трећој лиги града Крагујевца.